# Antigua i Barbuda na Letnich Igrzyskach Olimpijskich 2016
Antiguę i Barbudę na Letnich Igrzyskach Olimpijskich 2016, które odbyły się w Rio de Janeiro, reprezentowało 9 zawodników – 7 mężczyzn i 2 kobiety.
Był to dziesiąty start reprezentacji Antigui i Barbudy na letnich igrzyskach olimpijskich.

## Reprezentanci

### Lekkoatletyka
Mężczyźni
| Zawodnik                                                                            | Konkurencja | Eliminacje | Eliminacje | Ćwierćfinał | Ćwierćfinał | Półfinał | Półfinał | Finał | Finał   |
| Zawodnik                                                                            | Konkurencja | Wynik      | Miejsce    | Wynik       | Miejsce     | Wynik    | Miejsce  | Wynik | Miejsce |
| ----------------------------------------------------------------------------------- | ----------- | ---------- | ---------- | ----------- | ----------- | -------- | -------- | ----- | ------- |
| Daniel Bailey                                                                       | 100 m       | BYE        | BYE        | 10,20       | 2. Q        | DNS      | DNS      | NQ    | NQ      |
| Cejhae Greene                                                                       | 100 m       | BYE        | BYE        | 10,20       | 4. Q        | 10,13    | 7        | NQ    | NQ      |
| Miguel Francis                                                                      | 200 m       | DNS        | DNS        | —           | —           | NQ       | NQ       | NQ    | NQ      |
| Daniel Bailey Cejhae Greene Miguel Francis Jared Jarvis Chavaughn Walsh Tahir Walsh | 4 x 100 m   | 38,44 SB   | 6.         | —           | —           | —        | —        | NQ    | NQ      |

Kobiety
| Zawodniczka         | Konkurencja | Eliminacje | Eliminacje | Finał | Finał   |
| Zawodniczka         | Konkurencja | Wynik      | Miejsce    | Wynik | Miejsce |
| ------------------- | ----------- | ---------- | ---------- | ----- | ------- |
| Priscilla Frederick | skok wzwyż  | 1,89       | 28.        | NQ    | NQ      |

### Pływanie
Mężczyźni
| Zawodnik           | Konkurencja    | Eliminacje | Eliminacje | Półfinał | Półfinał | Finał    | Finał   |
| Zawodnik           | Konkurencja    | Rezultat   | Pozycja    | Rezultat | Pozycja  | Rezultat | Pozycja |
| ------------------ | -------------- | ---------- | ---------- | -------- | -------- | -------- | ------- |
| Noah Mascoll-Gomes | 200 m dowolnym | 1:53,16    | 44.        | NQ       | NQ       | NQ       | NQ      |

Kobiety
| Zawodniczka      | Konkurencja   | Eliminacje | Eliminacje | Półfinał | Półfinał | Finał    | Finał   |
| Zawodniczka      | Konkurencja   | Rezultat   | Pozycja    | Rezultat | Pozycja  | Rezultat | Pozycja |
| ---------------- | ------------- | ---------- | ---------- | -------- | -------- | -------- | ------- |
| Samantha Roberts | 50 m dowolnym | 27,95      | 57.        | NQ       | NQ       | NQ       | NQ      |